# Bromoperoxidase

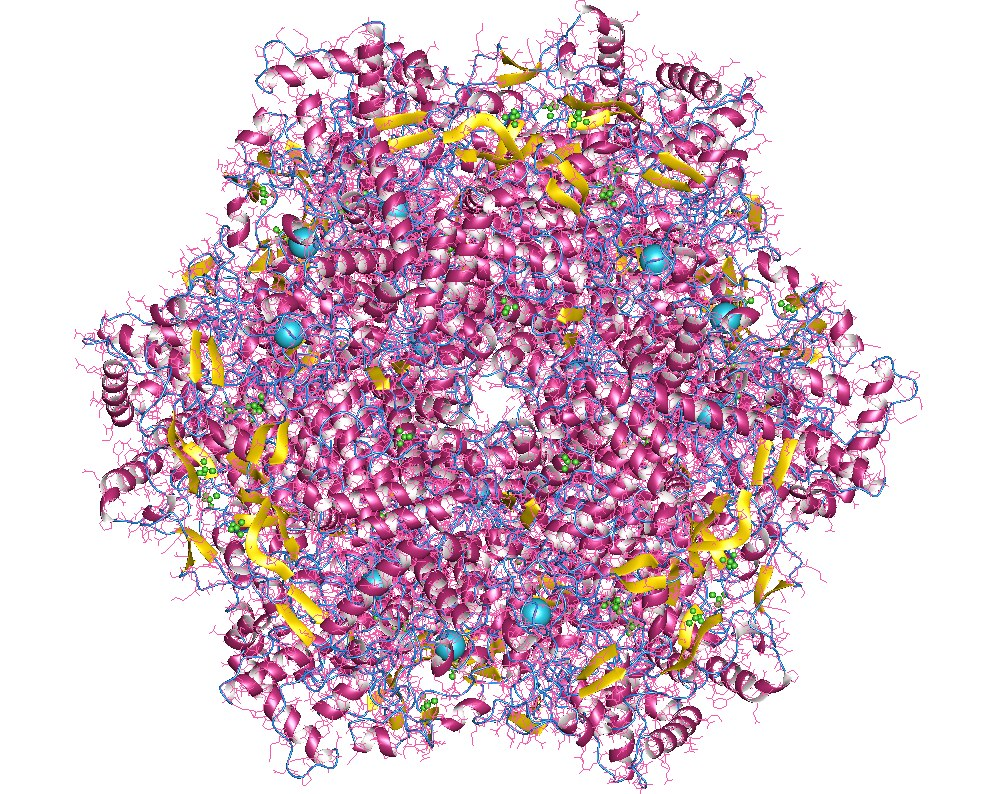
Bromoperoxidase dodekamer, Corallina pilulifera.

Bromoperoxidases são enzimas que catalisam a bromação de hidratos de carbono. A enzima faz esta reação da seguinte maneira:
RH  +  Br-  +  1/2 H2O2   →   RBr  +  H2O
Na nomenclatura das haloperoxidases, as bromoperoxidades classicamente não são capazes de oxidar o cloreto. Por exemplo, a peroxidase eosinofílica parece preferir o brometo ao coreto, como tal não é considerada uma bromoperoxidase visto não conseguir usar o cloreto.
A bromoperoxidase pertence à família das oxirredutases, especificamente aquelas que actuam num peróxido como peroxidases e haloperoxidases aceitadoras.
As bromoperoxidases encontradas em algas marinhas apresentam vanádio no sítio activo (ver bromoperoxidade de vanádio). O vanádio não é normal como cofactor em biologia. Devido a esta família de enzimas, uma variedade de produtos naturais bromados têm sido isolados de fontes marinhas,
Os caracóis Murex spp. possuem uma bromoperoxidase usada para produzir o corante púrpura tíria. 

## Organismos
Alguns organismos que possuem actividade desta enzima incluem:
- Ulva lactuca
- Ulvella lens
- Kappaphycus alvarezii
- Eucheuma serra
- Ochtodes secundiramea
- Laminaria saccharina
- Laminaria digitata
- Murex trunculus
- Pseudomonas putida
- Streptomyces aureofaciens
- Streptomyces venezuelae
- Corallina pilulifera
- Corallina officinalis
- Streptomyces aureofaciens
- Ascophyllum nodosum